# Federació Catalana d'Atletisme
La Federació Catalana d'Atletisme (abreviat com FCA), constituïda el 2 de setembre de 1915, és una entitat privada, sense afany de lucre, que gaudeix de personalitat jurídica i capacitat d'obrar pròpies per al compliment dels seus fins, integrada per clubs, atletes, entrenadors, jutges, agrupacions i associacions esportives, dedicats a la pràctica de l'atletisme i el foment, el desenvolupament i l'organització d'activitats atlètiques dintre de l'àmbit del territori de Catalunya.
La Federació Catalana d'Atletisme coordina i tutela els organitzadors i altres col·lectius dedicats a la pràctica de l'atletisme. La Federació té la condició d'entitat d'utilitat pública i d'interès cívic i social, i com a tal gaudeix dels beneficis i prioritats que legalment li puguin correspondre. Les diferents proves s'grupen en les especialitats següents: curses, salts, llançaments i proves combinades. A més, s'adscriu a la Unió de Federacions Esportives de Catalunya i el català és la llengua pròpia de la Federació.

## Presidents[2]

### Àlvar Presta i Torns(1915–1917)
Va ser el primer president de la federació en ser elegit durant l'assemblea constitutiva el 2 de setembre de 1915. En el moment de la seva elecció era el president de l'Acadèmia de la Higiene, presidia des del mes de març del mateix any la comissió encarregada de redactar els estatuts de la federació, que va dirigir fins al mes de gener de 1917, quan va dimitir. Va dirigir la FCA entre el 2 de setembre de 1915 i el 14 de gener de 1917.

### Jaume Garcia i Alsina(1917–1918, 1920–1921 i 1922–1923)
Tresorer en la primera junta de la federació, va ocupar la presidència el 15 de gener de 1917 i es va mantenir en el càrrec fins al 15 de març de 1918. Posteriorment, va tornar a ser president en dues etapes més, de l'11 de març de 1920 al 12 de desembre de 1921, i del 31 de desembre de 1922 al 24 de febrer de 1923.

### Joan Matas (1918)
Pren possessió en lloc de Josep Elias i Juncosa, que no accepta el càrrec. Va dirigir la FCA entre el 16 de març i el 15 d'abril de 1918.

### Josep Maria Astell Gilabert(1918)
Periodista esportiu va accedir a la presidència quan era redactor del diari Stadium i director de la revista Mar i Terra, va ocupar la presidència durant set mesos, del 16 d'abril al 26 de novembre de 1918, quan va dimitir.

### August Pi Sunyer(1919–1920)
Fou el primer president del Consell Superior de la Federació, òrgan instaurat el mes de gener de 1919 per insistència de Josep Maria Astell, i va ocupar el càrrec fins al 10 de març de 1920.

### Joan Boix Iglesias(1921–1922)
Va ser president des del gener de 1921 fins al mateix mes de 1922, després del segon mandat de Jaume Garcia Alsina. Va tenir càrrecs en nombroses federacions esportives, tant catalanes com espanyoles, i d'algunes en va ser també president, entre aquestes la Federació Catalana de Rugbi (de 1928 a 1936), la Federació Catalana de Lluita (de 1946 a 1952) i la Federació Columbòfila Catalana (de 1954 a 1956).

### Josep Antoni Trabal i Sans(1922)
Va ser president entre febrer i desembre de 1922, i posteriorment també ho va ser de la Federació Espanyola, entre juliol de 1929 i ’agost de 1933, període en el qual va traslladar la seva seu a Barcelona. Va dirigir la FCA des del 4 de febrer fins al 12 de desembre de 1922.

### Carles Comamala López-Delpan(1924)
Va ser president del Consell Superior de la mateixa federació, de la qual el 1915 havia estat un dels fundadors, des del 25 de gener fins al 24 d'abril de 1924. Va ser un excel·lent atleta i va practicar a un bon nivell l'atletisme, la gimnàstica, la natació, l'hoquei herba i el futbol. També va ser president de la Federació Catalana de Gimnàstica entre 1940 i 1945; va ser directiu del RCD Espanyol, de la SD Pompeia i el RC de Polo, i durant la Segona República va ser president de l'Acadèmia d'Educació Física de Catalunya.

### Pere Cusell Estapé(1924-1927)
Va ser president des del 19 de novembre de 1924 fins al 18 de febrer de 1927. Va arribar a la presidència gràcies a la seva gestió al capdavant de la secció d'atletisme del FC Barcelona, de la qual havia estat nomenat president al principi de 1924.

### Josep Julinés Oliva(1927–1928)
President de la Federació Catalana de Futbol entre 1920 i 1921 i de la secció d'atletisme del FC Barcelona entre 1921 i 1923, va presidir la federació del 19 de febrer de 1927 al 31 d'octubre de 1928. Durant el seu mandat va ser també representant de la federació, a la Confederació Esportiva de Catalunya.

### Joan Coll i Macià (1928, 1929–1932 i 1934)
Va ser vocal i més tard secretari de la junta directiva i, més tard va ser elegit president, càrrec que ocupà durant tres períodes, entre l'1 de novembre de i el 12 de desembre de 1928, entre el 30 de novembre de 1929 i el 30 d'abril de 1932, i entre l'1 de març i el 31 de desembre de 1934. També va formar part de la Junta Consultiva de la Generalitat de Catalunya com a membre de la junta directiva de la Unió Catalana de Federacions Esportives (UCFE) i el 1936 va ser vocal de l'Acadèmia d'Educació Física de Catalunya, com a delegat de la mateixa UCFE.

### Joan Coma Sararols(1929)
Va ser president entre l'1 de gener de 1928 i el 18 d'octubre de 1929, abans de ser-ho del FC Barcelona de 1931 a 1934. Durant el seu mandat es va inaugurar l'Estadi de Montjuïc, pel qual tant havia lluitat l'atletisme català, i el Club Femení d'Esports, fundat el 14 d'octubre de 1928, i que va ser la primera entitat femenina que es va afiliar a la federació.

### Josep Roig i Tovar 1929)
Va ocupar el càrrec de president entre el 19 d'octubre i el 29 de novembre de 1929.

### Joan Baptista Roca i Oller (1932)
El seu inici com a esportista va ser en l'esquí i l'excursionisme, però després va tenir responsabilitats directives presidint la federació de l'1 de maig de 1932 i al 30 de setembre de 1932.

### Juli Sunyer Roig(1932-1933)
Havia estat atleta i el 1917 va ser un dels fundadors del Catalunya Athletic Club. Va ser president des de l'1 d'octubre de 1932 al 30 de juliol de 1933. Set mesos després va ser elegit president del Consell Federal de la Federació Catalana d'Atletisme, càrrec que va ocupar fins al juliol de 1933 i que li va donar també un lloc a la Confederació Espanyola d'aquest esport. També va ser jutge i cronometrador de moltes competicions atlètiques.

### Anicet Ciscar Rius(1933)
Va ocupar la presidència entre setembre de 1933 i febrer de 1934 perquè era vicepresident en la candidatura d'Ignasi Pons Ferrer, el qual va ser elegit però no va arribar a prendre possessió del càrrec.

### Ignasi Pons Ferrer (1933-1934)
Va ser president entre el 16 de setembre de 1933 i el 28 de febrer de 1934.

### Gumersind Brunet Castells(1935)
President de la secció de gimnàstica i esports de l'Ateneu Enciclopèdic Popular entre 1928 i 1939, i vicepresident del mateix Ateneu entre 1936 i 1939, Brunet va ser membre de la Federació Catalana de Lluita l'any 1933, abans de ser-ho de la d'Atletisme entre l'1 de gener i el 14 de setembre de 1935, i entre 1934 i 1935 va ser president del club Acció Atlètica, que editava la revista Atletisme.

### Carles Valdés Valdés (1935-1939)
Vicepresident primer en la junta directiva encapçalada per Gumersind Brunet, va ser elegit president el 15 de setembre de 1935 i es va mantenir en el càrrec fins al final de la Guerra Civil, quan al mes de setembre de 1939 va ser substituït per Ignacio Mañés, convertint-se així en l'home que més anys consecutius havia ocupat la presidència de l'atletisme català fins en aquell moment. Una vegada va deixar el càrrec, va passar a ser una altra vegada vicepresident fins entrada la dècada dels anys 40, sota el mandat de tres presidents: Ignacio Mañés, Màrius Rivière i Josep Corominas Exatleta i membre d'Acció Atlètica, club del qual l'any 1932 es va convertir en un dels fundadors, i també jutge i cronometrador.

### Isidoro Mañés Tejedor (1939-1940)
Va ser el primer president sota el règim franquista, quan el Consejo Nacional de Deportes el va nomenar al mes de setembre de 1939 i va deixar el càrrec al mes de març de 1940. Durant els anys trenta havia estat jutge, president del Comitè Provincial de Barcelona de la mateixa federació i membre de la secció d'atletisme de la Societat Iris de Mataró.

### Màrius Rivière Manén (1940-1945)
Capità de l'exèrcit i director general d'una coneguda empresa familiar, nascut el 1904 i mort el 1966 a Barcelona, Màrius Rivière va ser president de la Federació Catalana d'Atletisme entre el març de 1940 i el febrer de 1945. Durant uns anys va ocupar el càrrec de vicepresident de la Federació Espanyola d'Atletisme, també va ser membre del Comitè Organitzador dels Jocs del Mediterrani que es van celebrar el 1955 a Barcelona i del Consell Consultiu de la mateixa Federació Catalana sota la presidència de Nemesi Ponsati l'any 1949. Al marge de dirigent esportiu, també va ser un destacat genet de salts d'obstacles i director del Concurs Internacional de Salts del Reial Club de Polo. En la seva gestió al capdavant de la federació va posar en marxa el seu butlletí.

### Josep Corominas i Colet(1945-1947)
De jove va practicar l'atletisme i va ser delegat de la secció d'aquest esport del CF Júnior, era un apassionat de l'estadística i el 1932 es va convertir en l'arxiver oficial de la Federació Catalana a només vint anys, i el 1939 en el secretari general. El 1945 va acceptar la presidència de la federació a condició de respectar l'escut que tenia abans de la Guerra Civil i, després de deixar-la en acabar 1947, el 1948 va ser nomenat seleccionador espanyol i el 1950, vicepresident de la Federació Espanyola, càrrec que va posseir fins al 1962. Autor de diversos llibres sobre atletisme, va reunir el més detallat i minuciós arxiu que existia sobre aquest esport, que després de la seva mort va llegar a la federació 

### Pere Ricart Biot(1947-1949)
Cinc vegades campió de Catalunya de llançament de disc, una de pes i una de martell entre 1934 i 1945, explusmarquista català de pes i disc i campió d'Espanya d'aquesta darrera disciplina el 1941, va ser president entre el desembre de 1947 i el de setembre de 1949.

### Nemesi Ponsati Solà(1949-1953)
Va ser un dels principals impulsors i divulgadors de l'esport a Catalunya durant el segle XX i va presidir la federació 1949 i 1953, després d'haver estat al capdavant de la de natació entre 1922 i 1923. Va incorporar l'atletisme al Club Natació Barcelona, on el 1930 va crear el Concurs Social Atleta Complet i, des dels seus càrrecs de vicepresident i president (1940-1943) va impulsar la creació d'una pista al costat de la platja per practicar aquest esport. Convertint-se així en el gran impulsor de la secció d'atletisme del Club que a partir de mitjans dels anys quaranta va fer un salt de qualitat i va aportar nombrosos atletes de renom i molts títols per a l'entitat durant més de tres dècades. Quan va deixar la presidència es va dedicar a la labor pedagògica i a la promoció de l'atletisme de base, entrenant durant molts anys futurs grans atletes al vell estadi de Montjuïc. En record de la seva figura, la federació organitza cada any un trofeu que porta el seu nom a l'Estadi Joan Serrahima i l'Ajuntament de Barcelona va posar també el seu nom a la plaça que hi ha a l'Anella Olímpica, davant mateix de l'entrada principal de l'Estadi Olímpic Lluís Companys de Montjuïc.

### Fernando Serrano Misas (1953-1960)
Va ser president entre l'abril de 1953 i el maig de 1960, després d'haver-ne estat secretari i vicepresident a partir de 1951. El 1958 la federació es va dividir en quatre de provincials i ell va continuar com a president de la de Barcelona, que va seguir fent servir la seu i l'escut de la Catalana, fins al 1960. Del seu pas per la federació va quedar una competició atlètica que portava els seus cognoms, instaurada el 1950 i dedicada a la categoria cadet.

### Miquel Arévalo Sangés(1960-1966)
Exatleta del FC Barcelona, Gimnàstic de Tarragona i Barcelona Universitari Club (BUC) durant els anys 30, va ser president e de 1960 a 1966. Durant el seu mandat va organitzar els actes del cinquantè aniversari de la federació i quan va deixar el càrrec va ser designat president del sector nord-oest de la Federació Espanyola, de la qual va ser també vicepresident, i que comprenia Catalunya, València, Balears i Aragó. Posteriorment, el 1972 va ser nomenat president de la secció d'atletisme del FC Barcelona, càrrec que va ocupar durant gairebé una dècada i gràcies al qual va ser vocal de la Federació Espanyola en representació dels clubs de primera categoria.

### Ferran Sagnier i Muñoz(1966-1968)
Va ser el president de la Federació Provincial de Barcelona d'Atletisme, que feia la funció de Federació Catalana, entre el 28 de juliol de 1966 i el mes de gener de 1968, quan va ser substituït per Francisco Sánchez Madriguera. Va ser atleta especialitzat en proves combinades i es va proclamar campió de Catalunya de decatló el 1945. Uns anys després d'haver-se retirat, el 1957, va entrar com a vicepresident a la junta directiva de la federació, que presidia Fernando Serrano Misas, i s'hi va mantenir fins que el 1966 va ser nomenat president.

### Francisco Sánchez Madriguera(1968-1974)
Excampió de Catalunya i Espanya i explusmarquista estatal de 100 metres, va ser president entre gener 1968 i el mateix mes de 1974, quan va dimitir per discrepàncies amb el president de l'Espanyola, Rafael Cavero. Abans, ho havia estat de la Federació Catalana d'Activitats Subaquàtiques entre 1967 i finals de 1968, i durant uns mesos va ocupar simultàniament ambdues presidències.

### Josep Garrell Pubill(1974-1975)
President de la secció atlètica del Club Balonmano Granollers de 1963 a 1971, ànima del Cros Internacional d'aquesta ciutat i posteriorment polític, va ocupar la presidència el mes de febrer de 1974 i va dirigir-la durant un any i mig fins que el setembre de 1975 va dimitir del càrrec després que fes el mateix el president de l'Espanyola, Rafael Cavero, l'home que l'havia nomenat.

### Pere Garriga-Nogués Marcet (1975-1978)
Va ser vicepresident entre 1968 i 1974 i president del seu Comitè Juvenil, època en la qual es va vincular al CE Universitari. El 10 de desembre de 1975 va ser elegit president de la Catalana en vèncer Jaume Figueras per 128 vots a 79 i 8 en blanc, i el desembre de 1978, un any abans de complir el mandat, va dimitir i convocà noves eleccions. El 1979 va entrar a la Comissió Marathon Catalunya i va col·laborar en l'organització de la Marató de Catalunya, ara de Barcelona.

### Guillem Ros Massot(1979-1989)
De jove va practicar l'atletisme i va arribar a ser dues vegades subcampió de Catalunya de 400 metres (1940 i 1950), dues de 800 metres (1951 i 1952), un campió d'Espanya de relleus 4 x 400 metres amb Catalunya (1952) i una campió provincial de 400 i 800 metres (1952). na vegada va deixar l'atletisme actiu, el 1955 va participar en l'organització dels Jocs del Mediterrani de Barcelona, el 1958 va debutar com a jutge, el 1964 es va convertir en jutge nacional i el 1972 en jutge àrbitre estatal. A la Federació Catalana hi va entrar el 1959 i va ser vocal i president del Col·legi de Jutges (1959-1966), president de la comissió d'entrenadors (1974-1975), vicepresident (de 1968 a 1974 amb Francisco Sánchez Madriguera i de 1974 a 1978 amb Josep Garrell) i finalment president durant deu anys (1979-1989). A la Federació Espanyola, per la seva banda, va ser vocal de la junta directiva i president del Col·legi de Jutges (1972-1973) i vicepresident amb Rafael Cavero (1974-1975) i Juan Manuel de Hoz (1977-1988).

### Ventura Mariné Queralt (1989-1992)
De 1977 a 1984 va ser secretari tècnic de la federació sota la presidència de Pere Garriga-Nogués, i de 1984 a 1989, cap de Serveis i Activitats Esportives de la Direcció General de l'Esport. El gener de 1989, després de la dimissió de Guillem Ros, va ser precandidat únic a la presidència amb el suport de la majoria de clubs, però se’n va desdir per la precària situació econòmica de la federació, que tenia un important dèficit. Finalment s'hi va presentar ì durant el seu mandat, el 1990 va presidir el setanta-cinquè aniversari de la Federació Catalana, va viure els Jocs Olímpics de Barcelona i va ser vicepresident de l'Espanyola.

### Joan Vázquez Soler (1992-1997)
Expresident de la Joventut Atlètica Hospitalet i l'Associació Esportiva de l'Hospitalet, va ser elegit president com a candidat únic l'octubre de 1992 i, després de ser reelegit el 1996, va dimitir el juliol de 1997. Va entrar a la federació l'any 1989, com a membre de la junta presidida per Ventura Mariné, primer com a cap d'Administració i després com a secretari general. Durant el seu mandat, Barcelona va organitzar el Mundial en pista coberta de 1995 al Palau Sant Jordi..

### Pere Gómez Pena (1997-2000)
Es va iniciar en l'atletisme als catorze anys a l'escola que dirigia Gregorio Rojo a les antigues pistes del Barça, en els terrenys que avui ocupa el Miniestadi, i entre 1962 i 1971 va pertànyer al CN Montjuïc. L'any següent va obtenir el títol d'entrenador d'handbol i va fundar l'equip de l'empresa Bru, i del 1972 al 1985 va fer de delegat de camp i delegat del segon equip d'handbol del FC Barcelona. El 1992 va entrar com a vocal a la junta directiva de la federació presidida per Joan Vàzquez, de la qual va ser vicepresident de 1996 a 1997. El 21 de juliol de 1997 es va convertir en president en substitució del dimitit Joan Vàzquez i poc més tard en vicepresident de la Federació Espanyola.

### Romà Cuyàs Sol(2000-2012)
Havia estat atleta del CN Barcelona, feia anys que estava allunyat de l'atletisme quan va ser elegit president de la federació, de la qual ja havia format part de 1962 a 1966 com a vocal de la junta sota la presidència de Miquel Arévalo. La seva darrera relació havia estat la de president de la secció d'atletisme del CN Barcelona i membre de la junta directiva de la Federació Espanyola en representació dels clubs de primera divisió (de 1980 a 1982). Durant els seus dotze anys de gestió va aconseguir inaugurar la pista coberta de Sabadell, la primera que existia a Catalunya des de feia trenta anys, amb la intervenció de totes les institucions.

### Joan Villuendas i Bornau(2012-2022)
President del Club Atlètic Granollers en els darrers vint anys, va ser proclamat nou president el 14 de març de 2012. Formava part de la Federació des de principi dels anys vuitanta, quan va entrar com a tresorer a la junta directiva presidida per Guillem Ros. Jugador de futbol en la seva joventut, va entrar en contacte amb l'atletisme quan als vint-i-cinc anys va ser elegit secretari de la junta directiva del Club Atlètic Granollers, que al principi dels noranta va passar a presidir. Des del primer moment va destacar per la seva faceta d'organitzador formant part del Col·lectiu d'Atletes de Fons que el 1987 va posar en marxa la Mitja Marató de Granollers, i estigué sempre al darrere de les principals competicions atlètiques que en els darrers anys s'han disputat en aquesta ciutat, com el Cros Internacional, la Milla Urbana, la Mitja Marató per relleus i el Gran Premi de Catalunya de marxa, a més de molts campionats.

### Mercè Rosich Vilaró(2022- Actualitat)

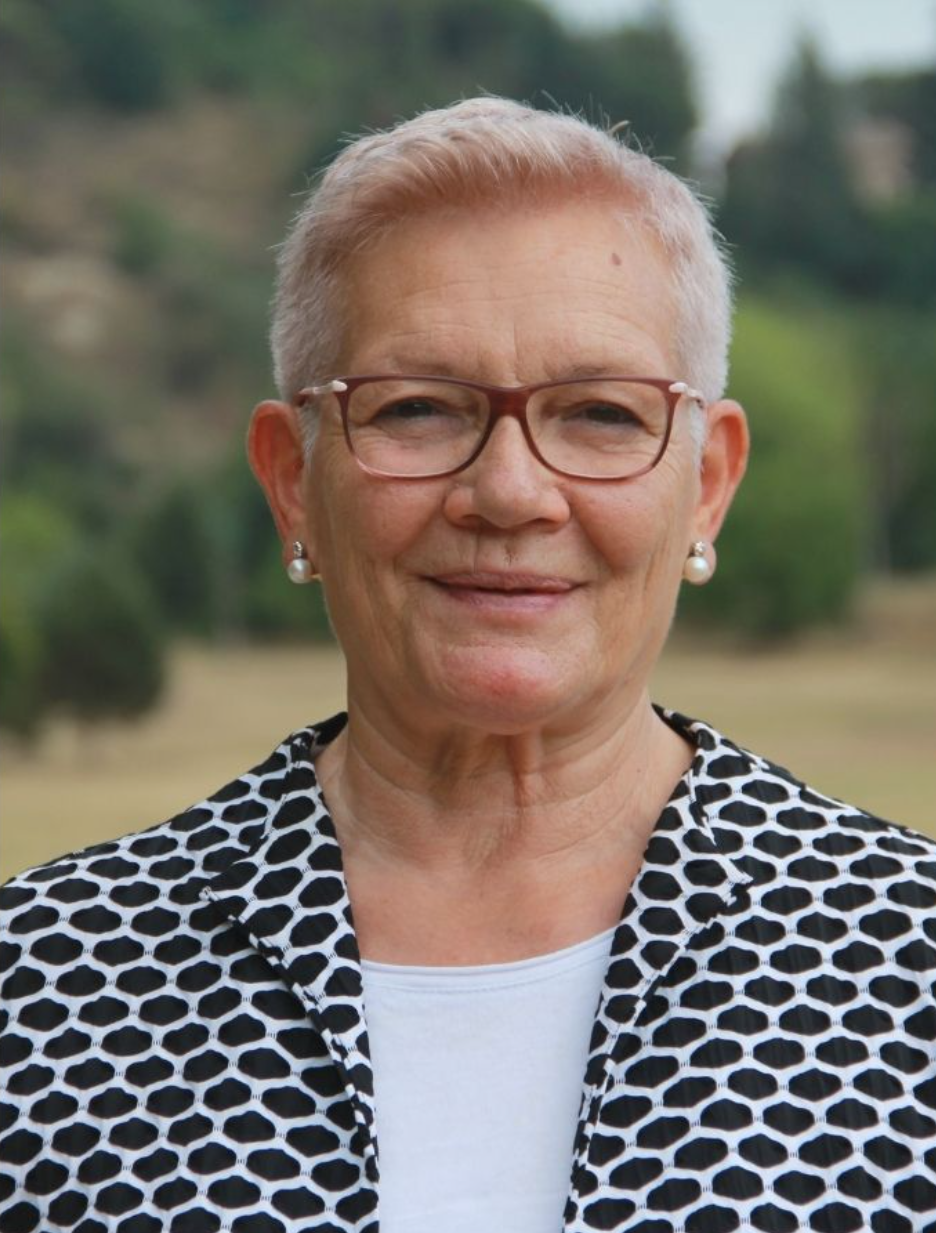
Mercè Rosich Vilaró el 2022

Doctora en psicologia, màster en psicologia de l'esport, mestre i entrenadora nacional d'atletisme, i des del 12 de març de 2022 és presidenta de la Federació Catalana d'Atletisme sent la primera dona que presideix l'entitat en més de cent anys d'història de la qual.